# Августівський повіт (II Річ Посполита)
Августівський повіт — колишній повіт Білостоцького воєводства Польської Республіки. Столиця — місто Августів.

## Історія
Створено на основі колишнього Августівського повіту Сувальської губернії Польського царства після польсько-литовських воєн за Сувалки. З самого початку входив до складу Білостоцького воєводства. У 1940 р. на його основі був створений Августівський район БРСР.
В даний час території повіту відносяться до Августівського повіту Підляського воєводства Польщі. Тільки крайня східна частина повіту належить до Гродненського району (Сапоцкинщина).